# Sulfadiazina de prata

Sulfadiazina de prata

Sulfadiazina de prata é um fármaco com efeito bacteriostático, derivado das sulfamidas de uso tópico (uso externo) historicamente utilizado como um creme tópico para o tratamento de queimaduras de segundo e terceiro grau. Atua impedindo o aparecimento de uma vasta gama de bactérias e leveduras na pele danificada. Estudos têm demonstrado que aumenta o tempo de cicatrização de modo que deixou de ser recomendado. Somente é vendido com retenção de receita médica.
A sulfadiazina de prata inibe o crescimento in vitro de quase todas as bactérias e fungos patogênicos, incluindo algumas espécies resistentes às sulfonamidas. Esse composto é utilizado topicamente para reduzir a colonização microbiana e a incidência de infecções das feridas decorrentes de queimaduras. A sulfadiazina não deve ser utilizada no tratamento de infecção grave estabelecida. A prata é liberada lentamente da preparação em concentrações que são seletivamente tóxicas para os microrganismos.
Sulfadiazina de prata é tipicamente fornecido na forma de 1% de creme ou suspensão aquosa. As marcas incluem  Silverex, Silvadene (uma marca genérica), Silvederma, Silvazine, Flamazine, Thermazene, SSD  e Dermazine.
As reações adversas: ardência, erupção e prurido.